# طوطی‌کاکلی سیاه براق
طوطی‌کاکلی سیاه براق(نام علمی: Calyptorhynchus lathami) نام یک گونه از سرده نهان‌منقار است.